# Джиханджири
Джиханджири (груз. ჯიხანჯირი) — село в Грузии, на территории Ланчхутского муниципалитета края (мхаре) Гурия.

## География
Село находится в западной части Грузии, к северу от реки Шути (правый приток Супсы), на расстоянии приблизительно 12 километров (по прямой) к западо-юго-западу от города Ланчхути, административного центра муниципалитета. Абсолютная высота — 61 метр над уровнем моря.

## Население
По результатам официальной переписи населения 2014 года, в Джиханджири проживало 365 человек (180 мужчин и 185 женщин). В национальной структуре населения грузины составляли 100 %.
| Год  | Население, человек |
| ---- | ------------------ |
| 2002 | 317                |
| 2014 | ↗ 365              |